# هاكون جراف
هاكون جراف (بالنرويجية البوكمول: Haakon Graf)‏ هو عازف جاز وعازف بيانو وملحن نرويجي، ولد في 21 مارس 1955 في أوسلو في النرويج.

## وصلات خارجية
- الموقع الرسمي
- هاكون جراف على موقع ميوزك برينز (الإنجليزية)
- هاكون جراف على موقع ديسكوغز (الإنجليزية)